# Melanie Skillman
Melanie Skillman (Reading, 23 de septiembre de 1954) es una deportista estadounidense que compitió en tiro con arco, en la modalidad de arco recurvo.
Participó en los Juegos Olímpicos de Seúl 1988, obteniendo una medalla de bronce en la prueba por equipo (junto con Deborah Ochs y Denise Parker).

## Palmarés internacional
| Juegos Olímpicos | Juegos Olímpicos     | Juegos Olímpicos  | Juegos Olímpicos |
| Año              | Lugar                | Medalla           | Prueba           |
| ---------------- | -------------------- | ----------------- | ---------------- |
| 1988             | Seúl (Corea del Sur) | Medalla de bronce | Equipo           |